# مگس‌های مرداب
مگس‌های مرداب (نام علمی: Sciomyzidae) نام یک تیره از فروراسته مگس‌خانگی‌شکلان است.